# Valdeolivas (kommunhuvudort)
Valdeolivas är en kommunhuvudort i Spanien.   Den ligger i provinsen Provincia de Cuenca och regionen Kastilien-La Mancha, i den centrala delen av landet, 110 km öster om huvudstaden Madrid. Valdeolivas ligger 929 meter över havet och antalet invånare är 268.
Terrängen runt Valdeolivas är kuperad åt nordost, men åt sydväst är den platt. Terrängen runt Valdeolivas sluttar söderut. Runt Valdeolivas är det glesbefolkat, med 11 invånare per kvadratkilometer. Närmaste större samhälle är Priego, 12,7 km sydost om Valdeolivas. 